# Euselasia eustola
Espèce
Euselasia eustola est un insecte lépidoptère appartenant à la famille  des Riodinidae et au genre Euselasia.

## Dénomination
Euselasia eustola a été décrit par Hans Ferdinand Emil Julius Stichel en 1919.

## Sous-espèces
- Euselasia eustola eustola présent en Bolivie et au Pérou.
- Euselasia eustola wacapu Brévignon, 1996; présent en Guyane[1].

## Description
Euselasia eustola d'une envergure d'environ 25 mm est de couleur noire, avec des reflets cuivrés.
L'autre face est de couleur beige suffusé de cuivré. Les ailes antérieures sont séparées en deux par une ligne rouge vif doublée d'une ligne submarginale marron. Aux postérieures la ligne rouge se continue. Les ailes postérieures sont finement bordées de cuivre doublé d'une ligne submarginale de chevrons noirs bordés de blanc et au centre de la ligne un gros ocelle remplace le chevron.

## Écologie et distribution
Euselasia eustola est présent en Guyane, en Bolivie et au Pérou.

### Biotope
Il réside dans la forêt tropicale.